# Digital Multiplex
DMX512, a menudo abreviado como DMX
(Digital MultipleX), es un protocolo electrónico utilizado en luminotecnia para el control de dispositivos de iluminación profesional, permitiendo la comunicación entre los equipos de control de luces y las propias fuentes de luz.
DMX aparece como la solución al problema de la incompatibilidad que existía entre marcas por la utilización de protocolos propietarios, lo cual obligaba a tener un control de manejo por cada marca de luces que se tenía.
DMX fue originalmente pensado para usarlo en controladores de enlace y dimmers de diferentes fabricantes, un protocolo que sería usado como último recurso después de probar otros métodos más en propiedad, no GNU. Sin embargo, pronto se convirtió en el protocolo preferido no solo para controladores de enlace y dimmers, sino también para controlar aparatos de iluminación como escáneres y cabezas móviles, y dispositivos de efectos especiales como máquinas de humo. Como DMX512 es un sistema de transmisión de datos poco fiable, no debe ser usado para controlar Pirotecnia, para esta tarea se usan a veces controladoresMIDI
El protocolo DMX funciona bajo licencia GNU

## Historia
Desarrollado por la comisión de Ingeniería de USITT, el estándar comenzó en 1986, con posteriores revisiones en 1990 que dieron paso al USITT DMX512/1990. ESTA tomó el control del estándar en 1998 y empezó el proceso de revisión. El nuevo estándar, conocido oficialmente como "Entertainment Technology — USITT DMX512–A — Asynchronous Serial Digital Data Transmission Standard for Controlling Lighting Equipment and Accessories", fue aprobado por ANSI en noviembre del 2004. El actual estándar es también conocido como "E1.11, USITT DMX512–A", o solo "DMX512-A", y es mantenido por la ESTA.

## Valores DMX (DMX Values) y canales DMX (DMX Channels)
El protocolo DMX512 se basa en la utilización de "canales" ("channels" en inglés) para transmitir órdenes de control a los aparatos que lo soporten. El protocolo DMX512 tiene un límite de 512 canales por universo (DMX universe), así mismo cada canal se puede regular desde el valor 0 hasta el valor 255 (valores DMX o DMX values). Algunas consolas para iluminación profesional pueden tener hasta 8 salidas DMX físicas, y con la tecnología Ethernet (Por ejemplo: Art-Net) estos pueden ser ampliados aún más.
Un foco de luz convencional (Par con o una simple lámpara de filamento) controlado a través de un dimmer o regulador con soporte para DMX utiliza generalmente un canal DMX ya que sobre lo único que tendríamos control es la intensidad luminosa. Así pues, el valor DMX 0 generalmente significará que la intensidad del Parcan estará en su más bajo nivel: apagado o al 0%, y el valor DMX 255 que el mismo esté en su máximo nivel: encendido o al 100%. Las reacciones al comando DMX varían considerablemente de acuerdo con el aparato en operación y sus características iluminantes. 
Dispositivos más complejos, tales como las luces móviles (moving lights, moving heads), servidores de video (media server), o máquinas de humo requieren de mayor cantidad de canales DMX al tener más funciones las cuales pueden ser controladas independientemente. Generalmente cada canal DMX controla un parámetro (también llamado "efecto") específico del aparato. De esta manera, por ejemplo, el canal DMX 1 servirá para controlar el nivel de intensidad luminosa, y el canal DMX 2 para controlar el efecto estrobo de la misma, el canal DMX 3 para la rueda de colores dicróicos, el canal DMX 4 para la rueda de gobos (placas de metal o vidrio que permiten representar imágenes a través de sus propiedades traslucientes) y así sucesivamente.

## DMX y sus límites
Al avanzar la tecnología, las funciones en los aparatos cada vez se incrementan más, y los canales DMX necesarios para controlarlos también. Mientras un Par se basta con un canal DMX, una cabeza móvil de última generación puede llegar a utilizar más de 40 canales DMX. Es por ello que el límite de 512 canales por universo DMX, que al principio podía parecer más que suficiente, está ya llegando a su límite y la necesidad de adoptar un nuevo protocolo es cada vez mayor. En estos momentos la organización ESTA (The Entertainment Services & Technology Association) está desarrollando un nuevo protocolo llamado ACN (Architecture for Control Networks) para este propósito.
Mientras DMX generalmente ofrece comunicación del tipo unidireccional y sólo transmite información desde un controlador, pero no recibe "feedback" (retroalimentación) desde los aparatos, ACN está siendo desarrollado para ser del tipo bidireccional para poder así monitorear y configurar aparatos remotamente, algo que con DMX no es posible.
Así mismo, desde hace algún tiempo atrás, algunos fabricantes están implementando el protocolo RDM (Remote Device Management) en sus productos, el cual permite monitorear funciones básicas de los aparatos, así como ejecutar configuraciones en los mismos de manera remota. RDM no requiere de cables especiales, y se transmite a través de los cables DMX convencionales, de manera bidireccional.

## Configuración de un cable DMX
Aunque antiguamente la utilización de cables DMX de 3 pines del tipo XLR era común, hoy en día el cable de 5 pines del tipo XLR es el estándar dentro de la industria de efectos especiales. La configuración de los pines 1 al 3 en un cable de 3 pines es la misma a la de los pines 1 al 3 en un cable de 5 pines.
Nota: El cable utilizado habitualmente para la conexión de micrófonos, al tener una impedancia diferente a la utilizada por el protocolo DMX (120 Ohmios), no es aconsejable utilizarlo para la conexión DMX.
Un conector de 5 pines (XLR-5) está configurado de la siguiente forma: 
Pin 1 = señal de referencia = revestimiento del cable ( malla o masa ); 
Pin 2 = señal invertida = "-" polo negativo; 
Pin 3 = señal = "+" polo positivo; 
Pin 4 = opcional (la utilización de este pin varía de acuerdo con el aparato en operación y los fabricantes nunca llegaron a un acuerdo sobre cómo utilizarlo. En origen era para tener feedback de los aparatos y que fuera bidireccional); 
Pin 5 = opcional (la utilización de este pin varía de acuerdo con el aparato en operación y los fabricantes nunca llegaron a un acuerdo sobre cómo utilizarlo. En origen era para tener feedback de los aparatos y que fuera bidireccional).
Si bien es cierto que en la industria del entretenimiento el cable del tipo XLR-5 es el cable estándar, para aplicaciones arquitecturales por motivos prácticos y estéticos la utilizacíón de cables de red (categoría 5 o mayor) con conectores RJ-45 es muy común también y tiene la capacidad de transmitir la señal DMX con mucha estabilidad.

## Configuración de un sistema DMX
No todos están de acuerdo en cuán larga puede ser una cadena de señal DMX. El estándar especifica el largo máximo en 500 metros, pero de acuerdo con las condiciones presentes en cada aplicación esta cifra puede variar. En todo caso, debe quedar claro que la señal DMX siempre corre el riesgo de verse afectada por los ruidos eléctricos y demás señales que puedan correr paralelamente al sistema. Es por eso que es aconsejable mantener los cables de la cadena DMX siempre separados a los cables de electricidad por ejemplo, y es también aconsejable el uso de repetidores DMX o aisladores DMX entre el controlador y el aparato controlado cada cierta distancia, que muchos están de acuerdo en que debe de ser cada 100 metros. Esto no asegura la fidelidad de la señal al 100% pero reduce los riesgos de interferencia. Las condiciones ambientales siempre deben ser consideradas, y asegurarse de que el sistema proveedor de electricidad sea estable es muy importante también.
La señal DMX puede ser enlazada entre aparatos a través de una conexión en cascada. El cable DMX con la señal original sale de un controlador DMX y es enviada al primer aparato del enlace DMX. Todos los aparatos con soporte para DMX tienen conectores DMX de entrada y de salida. Así pues, desde el conector de salida del primer aparato se conecta otro cable DMX que se dirige al conector de entrada del siguiente aparato y así sucesivamente. Al final del enlace DMX, es decir, en el conector de salida del último aparato, siempre es recomendable colocar un "terminador" DMX (DMX terminator) que cierra el enlace (resistor con una carga de 120 ohmios) entre los pines 2 y 3 del conector XLR.

## Dirección DMX (DMX Address)
Después de todo lo arriba expuesto, se podrá deducir que la señal DMX enviada desde un controlador contiene comandos DMX para todos los aparatos en el enlace y que la señal DMX no tiene forma de saber a dónde están siendo enviados estos comandos. Es por ello que es necesaria la configuración de la dirección DMX (DMX Address o Start Address) en cada aparato.
Si tenemos 3 aparatos en nuestro enlace que utilizan cada uno 5 canales DMX, entonces la dirección DMX del primer aparato puede ser configurada en 1 (1 al 5), la del segundo en 6 (6 al 10) y la del tercero en 11 (11 al 15). Obviamente que ésta no es la única forma de configurar las direcciones DMX, ya que bien puede el segundo aparato configurarse en 21 (21 al 25) y el tercero en 31 (31 al 35). Lo único que hay que tener en cuenta es que las direcciones DMX de los aparatos nunca deben estar entrepuestas ya que esto originaría una respuesta inesperada de los mismos.
En cada controlador DMX, existe un "patch" (territorio - de trabajo en este caso), en el cual todos los aparatos del enlace están debidamente configurados con sus respectivas direcciones DMX. El "patch" y la configuración de las direcciones DMX en cada aparato son independientes, por lo que es necesario verificar que el contenido de ambos sea siempre el mismo.
- Datos: Q644612
- Multimedia: DMX512-A / Q644612